# Misodendron gayanum
Misodendron gayanum är en tvåhjärtbladig växtart som beskrevs av Van Tiegh.. Misodendron gayanum ingår i släktet Misodendron och familjen Misodendraceae. Inga underarter finns listade i Catalogue of Life.